# Anđela Drobnjak
Anđela Drobnjak (montenegrinisch-kyrillisch Анђела Дробњак; * 5. Mai 1994) ist eine montenegrinische Leichtathletin, die im Sprint sowie im Weit- und Siebenkampf an den Start geht.

## Sportliche Laufbahn
Erste internationale Erfahrungen sammelte Anđela Drobnjak im Jahr 2023, als sie bei der 3. Liga der Team-Europameisterschaft im Rahmen der Europaspiele in Chorzów in 12,81 s den siebten Platz im B-Rennen im 100-Meter-Lauf belegte und mit der montenegrinischen 4-mal-100-Meter-Staffel mit 50,36 s auf den zweiten Platz im B-Lauf gelangte. Anschließend belegte sie bei den Balkan-Meisterschaften in Kraljevo mit 4762 Punkten den siebten Platz im Siebenkampf. Im Jahr darauf belegte sie bei den Balkan-Meisterschaften in Izmir mit 4932 Punkten den vierten Platz und stellte damit einen neuen Landesrekord auf.
In den Jahren von 2022 bis 2024 wurde Drobnjak montenegrinische Meisterin im 100-Meter-Lauf sowie 2023 auch über 200 Meter und im Siebenkampf und 2024 über 100 Meter und im Siebenkampf. Zudem wurde sie 2016 Landesmeisterin im Weitsprung.

## Persönliche Bestleistungen
- 100 Meter: 12,50 s (+0,3 m/s), 18. Mai 2024 in Bar
- 200 Meter: 25,62 s (+1,9 m/s), 25. Mai 2024 in Izmir
- Weitsprung: 5,76 m (−1,4 m/s), 24. Juli 2016 in Berane
- Siebenkampf: 4932 Punkte, 26. Mai 2024 in Izmir (montenegrinischer Rekord)